# Philippe Bouvard
Philippe Bouvard, all'anagrafe Philippe Pierre Louis Bouvard (Coulommiers, 6 dicembre 1929), è un giornalista, conduttore televisivo e scrittore francese.

## Biografia

### Gioventù
Figlio unico, il giorno della sua nascita il padre, Marcel Bouvard (1907-1972), abbandona la madre, Andrée Gensburger (1904-1984), dopo averle rubato i gioielli. Nel 1939, sua madre si risposa a Parigi con Jules Luzzato. Nella primavera 1942, Jules Luzzato viene arrestato dalla Gestapo e imprigionato nel carcere de La Santé per aver dato dei vestiti civili a dei disertori tedeschi. Grazie all'intervento del rettore Si Kaddour Benghabrit della Moschea di Parigi, Luzzato è liberato due settimane dopo, anche se durante tutta la seconda guerra mondiale la famiglia deve cambiare casa una decina di volte per sfuggire all'arresto.
La vocazione di scrittore gli nasce a otto anni, quando, in vacanza sulla Costa Azzurra, incrocia Jean Cocteau. Il 24 gennaio 1944, lancia il suo primo giornale, nel suo liceo: Schola 44, nel quale pubblica degli editoriali e delle novelle.
Entra alla Scuola superiore del giornalismo di Parigi nel 1948, dalla quale viene espulso qualche mese più tardi perché ritenuto poco adatto al giornalismo, benché considerato capace nelle professioni commerciali: la direzione aveva scoperto che Bouvard si faceva pagare dai colleghi per fare i compiti al posto loro. Durante il servizio militare in Germania è caporedattore di una rivista del reggimento, il Kléber Digest.
Dopo aver esercitato vari mestieri, si sposa il 31 ottobre 1953 a Vésinet con Colette Sauvage, con la quale ha poi due figlie: Dominique (1954) e Nathalie (1964). Per un tempo, nasconde le sue origini ebree e si fa battezzare di nascosto mentre sua moglie aspetta il loro primo bambino.

### Lavoro nella stampa scritta
Nel 1952, entra al servizio fotografico del Figaro, dove scrive qualche didascalia per le foto. Ottiene la tessera da giornalista il 5 gennaio 1953 e qualche mese più tardi viene assegnato a scrivere una rubrica mondana parigina. La sua scrittura graffiante gli vale il premio Prix de la Chronique parisienne il 22 maggio 1957. Dal 1962 al 1973, dirige le pagine parigine del Figaro, poi diventa editorialista e infine caporedattore di France-Soir, dal 1973 al 1998. Ha lavorato come consigliere tecnico per il settimanale  L'Express nel 1977. Su Paris Match si occupa di cronaca, dal 1977 al 1992, incarico che poi assume al Point nel 1983.
Nel 1987 diventa direttore generale del quotidiano France-Soir, ma, nel 1989, l'azionista principale del giornale, Socpresse, risolve il suo contratto in quanto Bouvard non era riuscito ad arginare le perdite del quotidiano, che si era ritrovato col 20% in meno dei lettori in due anni, malgrado un'importantissima campagna pubblicitaria. Rimane comunque caporedattore fino al 2003. Nel 2003 lascia il giornale e inizia una collaborazione con la redazione di Nice-Matin, sul sito web del quale pubblica il suo editoriale quotidiano. Lascia il giornale nel 2017, a causa delle difficoltà finanziarie della testata. Scrive anche una rubrica settimanale ne Le Figaro Magazine.

### Radio
Negli anni 1960, oltre alla sua attività nella stampa scritta, lavora in radio. A Radio Luxembourg realizza interviste, e nel 1965 è autore de Chronique parisienne (Cronache parigine). Diventa caporedattore e conduttore della trasmissione RTL non stop dal 1967 al 1974.

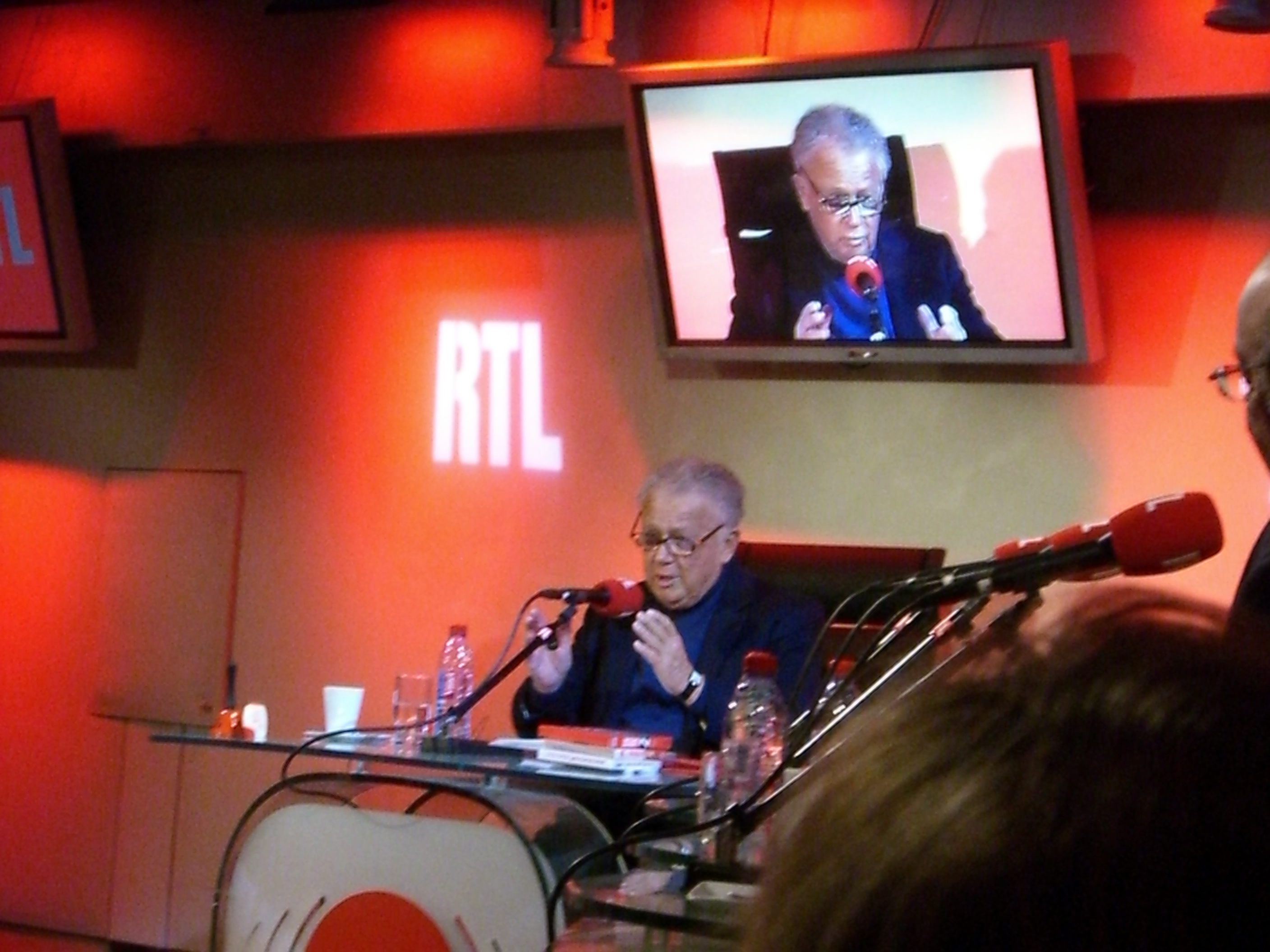
Philippe Bouvard conduttore de Les Grosses Têtes, su RTL (ritrasmesso in televisione da Paris Première).

Diventa caporedattore del Journal de 13 heures, il radiogiornale di RTL, negli anni 1975 e 1976, senza riscontrare un successo di pubblico. A seguito di questo insuccesso, nel 1977, Jean Farran, direttore della radio, gli propone di condurre una trasmissione quotidiana di divertimento: nasce così il 1º aprile 1977 la trasmissione culturale ed umoristica Les Grosses Têtes, che sarebbe diventata la trasmissione radiofonica più ascoltata di Francia.
Nell'estate 2000, la direzione di RTL, in un piano di ringiovanire la rete, sostituisce Philippe Bouvard con Christophe Dechavanne. A settembre, Bouvard si trova su Europe 1 con una trasmissione mattutina quotidiana. Dechavanne non riesce ad imporsi nella sua fascia oraria e Philippe Bouvard è richiamato da condurre Les Grosses Têtes il 26 febbraio 2001, incarico che manterrà fino al 2014, quando sarà sostituito da Laurent Ruquier.
A partire da fine agosto 2014, conduce una nuova trasmissione su RTL: Allô Bouvard, che va in onda il sabato e la domenica, nella quale risponde alle questioni che il pubblico gli sottopone su temi d'attualità.
Sulla belga Bel-RTL, conduce da settembre 2014 a giugno 2016 una rubrica quotidiana: Papier-Bouvard.

### Televisione
Produce e conduce, dal 1971 al 1975, una trasmissione-dibattito culturale, Samedi soir, che è un adattamento per la televisione della sua trasmissione radiofonica RTL Non Stop. La trasmissione viene trasmessa in diretta dal ristorante parigino Maxim's, in un'atmosfera da piano bar chic, dove riceve ed intervista degli invitati del mondo dello spettacolo, dello sport, della politica.
Dal 1982, conduce sul canale Antenne 2 Le Théâtre de Bouvard, una trasmissione umoristica che fa conoscere al grande pubblico un'intera generazione di comici, da Mimie Mathy a Les Inconnus, Jean-Jacques de Launay, Bouvard en liberté, Dix de der, L'Huile sur le feu, ecc… Oltre alla trasmissione principale Le Théâtre de Bouvard, negli anni '80 prende in mano su Antenne 2 una serie di talk show nei quali ospita numerosi personaggi in vista nella Francia di allora, che lui intervista con lo stile ironico e graffiante che lo caratterizza.
Nel 1987 lascia Antenne 2 ed entra a La Cinq dove continua a condurre trasmissioni di interviste, umorismo e cronaca.

## Opere
Libri
- Un oursin dans le caviar, Stock, Prix Scarron 1973
- Impair et passe : un oursin sur les tapis verts, Stock, 1975
- La Cuisse de Jupiter, Librairie Générale Française, 1976, ISBN 978-2-253-01161-3
- En pièces détachées, 1977, ISBN 978-2-258-00326-2
- Et si je disais tout…, 1977, Stock, ISBN 2-234-00637-6
- Tous des hypocrites sauf vous et moi, Le Livre de Poche, 1980, ISBN 978-2-253-02387-6
- Un oursin chez les crabes, Stock, 1981
- Contribuables, mes frères, Robert Laffont, 1984, ISBN 978-2-221-06736-9
- Le Petit Bouvard illustré : dictionnaire des idées reçues et rejetées, France Loisirs, 1986, ISBN 2-7242-3044-2
- Cent voitures et sans regrets, J.-C. Lattes, 1990, ISBN 978-2-7096-0915-9
- Un homme libre, Grasset, 1995, ISBN 978-2-246-46191-3
- La Grinchieuse, Albin Michel, 1996, ISBN 978-2-226-08498-9
- 20 ans de Grosses Têtes avec Jérémie Gazeau, Le Cherche-midi, 1996, ISBN 978-2-86274-430-8
- Journal drôle et impertinent, J'ai lu, 1999, ISBN 978-2-290-05186-3
- Joueurs, mes frères…, Robert Laffont, 1999, ISBN 978-2-221-08700-8
- Les Pensées, Pocket, 1999, ISBN 978-2-266-06464-4
- Pas de quoi être fier, Robert Laffont, 1999, ISBN 978-2-221-05189-4
- Maximes au minimum, Robert Laffont, 1999, ISBN 978-2-221-04476-6
- Journal 1997-2000, Le Cherche-midi, 2000, ISBN 978-2-86274-743-9
- Le Meilleur des Grosses Têtes : 25 ans de fous rires, Le Cherche-midi, 2001, ISBN 978-2-86274-868-9

- Histoire d'une famille : Le Roman du groupe Barrière, Le Cherche-midi, 2001, ISBN 978-2-86274-881-8
- La Belle Vie après 70 ans, Albin Michel, 2002, ISBN 978-2-226-12803-4
- Auto-psy d'un bon vivant : Journal 2000-2003, Le Cherche midi, 2003, ISBN 978-2-7491-0105-7
- Des Femmes, Flammarion, 2004, ISBN 978-2-08-068172-0
- Les Grosses Têtes, Seine, 2004, ISBN 978-2-7382-1151-4
- Mille et une pensées, Le Cherche Midi, 2005, ISBN 978-2-7491-0379-2
- Riez avec les Grosses Têtes, Le Cherche Midi, 2005, ISBN 978-2-86274-274-8
- Un amour impossible, Le Cherche Midi, 2006, ISBN 978-2-7491-0523-9
- Le Grand Livre des Grosses Têtes, Le Cherche midi, 2007, ISBN 978-2-7491-0625-0
- Tout sur le jeu. Les joueurs, les jeux, les casinos, Flammarion, 2008, ISBN 978-2-0806-8829-3
- Portraits pour la galerie, Albin Michel, 2009
- Des pensées sans compter, Le Cherche Midi, 2009, ISBN 2-7491-1508-6
- Je suis mort, et alors ?, Flammarion, 2009
- Ma vie d'avant, ma vie d'après, Flammarion, 2011
- Le bourgeois théâtreux, Flammarion, 2012, ISBN 978-2-0812-7708-3
- Je crois me souvenir…, Flammarion, 2013, ISBN 978-2-08129-413-4
- Les morts seraient moins tristes s'ils savaient qu'ils pourront encore se tenir les côtes en regardant les vivants, Flammarion, 2014.
- Bouvard de A à Z, Broché, 2014
- Gaston et Gontran, Flammarion, 2015

Teatro
- 1977 : Au plaisir Madame di Philippe Bouvard, regia di Jean-Marie Rivière, Théâtre Michel.

## Conduttore televisivo
Talk-show condotti :
- 1971-1975 : Samedi soir (da Maxim's) sul secondo canale dell'ORTF
- 1975 : Bouvard en liberté su Antenne 2
- 16 mai 1975 : con Dalida, orchestra di Jean Morlier.
- 1975-1976 : Dix de der su Antenne 2
- 1976-1977 : L'huile su le feu su Antenne 2
- 1977-1978 : Le dessus du panier su Antenne 2
- 1978-1979 : su la sellette su Antenne 2
- 1979-1982 : Passez donc me voir su Antenne 2
- 1982-1985 : Le Théâtre de Bouvard su Antenne 2
- 1985 : La 2500ª des Grosses Têtes su Antenne 2
- 1986-1987 : Le Petit Bouvard illustré su Antenne 2
- 1987 : Le Nouveau Théâtre de Bouvard su Antenne 2
- 1987-1988 : 5 rue du théâtre su La cinq

- 1987-1989 : Boulevard Bouvard su La cinq
- 1988-1989 : Bouvard et compagnie su La cinq
- 1989-1990 : Bar des ministères su La cinq
- 1992 : La 5000ª des Grosses Têtes su TF1
- 1992, conduce la trasmissione La Première Fois su TF1 con Christophe Dechavanne.
- 1992-1997, adattamento de Les Grosses Têtes in versione televisiva su TF1.
- 1993-1994 : Le Pied à l’étrier su TF1
- 1994-1996 : Les Grosses Têtes en fête su TF1
- 1997-1999 : Bouvard du rire su France 3
- 2000 : Bouvard des succès su France 2
- 2006-2014 : Les Grosses Têtes su Paris Première
- 2013 : Les 30 ans du Petit Théâtre de Bouvard su France 2
- 2014 : Grosses Têtes : Nos 37 ans de bonheur su France 2